# Catalonien Rundt 2009
Catalonien Rundt 2009 foregik mellem 18. og 24. maj og var den 89. udgave af Catalonien Rundt.
I tillæg til ProTour-holdene blev der delt tre "wildcards" ud til Kontinental-holdene: Andalucía-Cajasur, Contentpolis-Ampo og Cervélo TestTeam.
Alejandro Valverde vandt sammenlagt, 15 sekunder foran Daniel Martin.

## Etaper

### Mandag 18. maj 2009 – 1. etape (Prolog):Lloret de Mar, 3,7 km (Enkeltstart)
|   | Rytter             | Hold                    | Tid    |
| - | ------------------ | ----------------------- | ------ |
| 1 | Thor Hushovd       | Cervélo TestTeam        | 4' 47" |
| 2 | Alejandro Valverde | Caisse d'Epargne        | + 1"   |
| 3 | Greg Henderson     | Team Columbia-High Road | + 2"   |
| 4 | Mathieu Ladagnous  | Française des Jeux      | + 3"   |
| 5 | Sylvain Chavanel   | Quick Step              | + 3"   |

|   | Rytter             | Hold                    | Tid    |
| - | ------------------ | ----------------------- | ------ |
| 1 | Thor Hushovd       | Cervélo TestTeam        | 4' 47" |
| 2 | Alejandro Valverde | Caisse d'Epargne        | + 1"   |
| 3 | Greg Henderson     | Team Columbia-High Road | + 2"   |
| 4 | Mathieu Ladagnous  | Française des Jeux      | + 3"   |
| 5 | Sylvain Chavanel   | Quick Step              | + 3"   |

### Tirsdag 19. maj – 2. etape:Girona–Roses, 163,1 km
|   | Rytter             | Hold               | Tid        |
| - | ------------------ | ------------------ | ---------- |
| 1 | Matti Breschel     | Team Saxo Bank     | 4t 11' 34" |
| 2 | Jérôme Pineau      | Quick Step         | + 0"       |
| 3 | Xavier Florencio   | Cervélo TestTeam   | + 0"       |
| 4 | Nicolas Roche      | AG2R - La Mondiale | + 0"       |
| 5 | David De La Fuente | Fuji-Servetto      | + 0"       |

|   | Rytter             | Hold               | Tid        |
| - | ------------------ | ------------------ | ---------- |
| 1 | Alejandro Valverde | Caisse d'Epargne   | 4t 16' 22" |
| 2 | Jérôme Pineau      | Quick Step         | + 0"       |
| 3 | Xavier Florencio   | Cervélo TestTeam   | + 1"       |
| 4 | Sylvain Chavanel   | Quick Step         | + 2"       |
| 5 | Jussi Veikkanen    | Française des Jeux | + 3"       |

### Onsdag 20. maj – 3. etape: Roses –La Pobla de Lillet, 182,9 km
|   | Rytter             | Hold              | Tid        |
| - | ------------------ | ----------------- | ---------- |
| 1 | Alejandro Valverde | Caisse d'Epargne  | 4t 46' 53" |
| 2 | David De La Fuente | Fuji-Servetto     | + 0"       |
| 3 | Daniel Martin      | Garmin-Slipstream | + 0"       |
| 4 | Samuel Sánchez     | Euskaltel-Euskadi | + 0"       |
| 5 | Xavier Tondo       | Andalucia-Cajasur | + 0"       |

|   | Rytter             | Hold              | Tid        |
| - | ------------------ | ----------------- | ---------- |
| 1 | Alejandro Valverde | Caisse d'Epargne  | 9t 03' 05" |
| 2 | Haimar Zubeldia    | Astana            | + 14"      |
| 3 | Samuel Sánchez     | Euskaltel-Euskadi | + 15"      |
| 4 | Mikel Astarloza    | Euskaltel-Euskadi | + 17"      |
| 5 | Jakob Fuglsang     | Team Saxo Bank    | + 18"      |

### Torsdag 21. maj – 4. etape: La Pobla de Lillet –Vallnord(Andorra), 175,7 km
|   | Rytter             | Hold              | Tid        |
| - | ------------------ | ----------------- | ---------- |
| 1 | Julian Sanchez     | Contentpolis-AMPO | 4t 46' 29" |
| 2 | Daniel Martin      | Garmin-Slipstream | + 6"       |
| 3 | Alejandro Valverde | Caisse d'Epargne  | + 8"       |
| 4 | Haimar Zubeldia    | Astana            | + 12"      |
| 5 | Mikel Astarloza    | Euskaltel-Euskadi | + 21"      |

|   | Rytter                     | Hold              | Tid         |
| - | -------------------------- | ----------------- | ----------- |
| 1 | Alejandro Valverde         | Caisse d'Epargne  | 13t 49' 38" |
| 2 | Daniel Martin              | Garmin-Slipstream | + 15"       |
| 3 | Haimar Zubeldia            | Astana            | + 22"       |
| 4 | Mikel Astarloza            | Euskaltel-Euskadi | + 34"       |
| 5 | José Ángel Gómez Marchante | Cervélo TestTeam  | + 38"       |

### Fredag 22. maj – 5. etape:La Seu d'Urgell–Torredembarra, 201,3 km
|   | Rytter         | Hold                    | Tid        |
| - | -------------- | ----------------------- | ---------- |
| 1 | Nikolaj Trusov | Katjusja                | 4t 28' 58" |
| 2 | Thor Hushovd   | Cervélo TestTeam        | + 0"       |
| 3 | Fabio Sabatini | Liquigas                | + 0"       |
| 4 | Greg Henderson | Team Columbia-High Road | + 0"       |
| 5 | Pablo Urtasun  | Euskaltel-Euskadi       | + 0"       |

|   | Rytter                     | Hold              | Tid         |
| - | -------------------------- | ----------------- | ----------- |
| 1 | Alejandro Valverde         | Caisse d'Epargne  | 18t 18' 36" |
| 2 | Daniel Martin              | Garmin-Slipstream | + 15"       |
| 3 | Haimar Zubeldia            | Astana            | + 22"       |
| 4 | Mikel Astarloza            | Euskaltel-Euskadi | + 34"       |
| 5 | José Ángel Gómez Marchante | Cervélo TestTeam  | + 38"       |

### Lørdag 23. maj – 6. etape: Torredembarra –Barcelona, 150,5 km
|   | Rytter         | Hold                    | Tid        |
| - | -------------- | ----------------------- | ---------- |
| 1 | Thor Hushovd   | Cervélo TestTeam        | 4t 28' 58" |
| 2 | Fabio Sabatini | Liquigas                | + 0"       |
| 3 | Greg Henderson | Team Columbia-High Road | + 0"       |
| 4 | Matti Breschel | Team Saxo Bank          | + 0"       |
| 5 | Leonardo Duque | Cofidis                 | + 0"       |

|   | Rytter                     | Hold              | Tid         |
| - | -------------------------- | ----------------- | ----------- |
| 1 | Alejandro Valverde         | Caisse d'Epargne  | 21t 45' 19" |
| 2 | Daniel Martin              | Garmin-Slipstream | + 15"       |
| 3 | Haimar Zubeldia            | Astana            | + 22"       |
| 4 | Mikel Astarloza            | Euskaltel-Euskadi | + 34"       |
| 5 | José Ángel Gómez Marchante | Cervélo TestTeam  | + 38"       |

### Søndag 24. maj – 7. etape: Centre d'Alt Rendiment,Sant Cugat–Circuit de Catalunya,Montmeló, 110,8 km
|   | Rytter         | Hold                    | Tid        |
| - | -------------- | ----------------------- | ---------- |
| 1 | Greg Henderson | Team Columbia-High Road | 2t 26' 51" |
| 2 | Lloyd Mondory  | AG2R - La Mondiale      | + 0"       |
| 3 | Fabio Sabatini | Liquigas                | + 0"       |
| 4 | Thor Hushovd   | Cervélo TestTeam        | + 0"       |
| 5 | Pablo Urtasun  | Euskaltel-Euskadi       | + 0"       |

|   | Rytter                     | Hold              | Tid         |
| - | -------------------------- | ----------------- | ----------- |
| 1 | Alejandro Valverde         | Caisse d'Epargne  | 24t 12' 10" |
| 2 | Daniel Martin              | Garmin-Slipstream | + 15"       |
| 3 | Haimar Zubeldia            | Astana            | + 22"       |
| 4 | Mikel Astarloza            | Euskaltel-Euskadi | + 34"       |
| 5 | José Ángel Gómez Marchante | Cervélo TestTeam  | + 38"       |

## Resultater

### Endelig stilling
|    | Rytter                     | Hold              | Tid         |
| -- | -------------------------- | ----------------- | ----------- |
| 1  | Alejandro Valverde         | Caisse d'Epargne  | 24t 12' 10" |
| 2  | Daniel Martin              | Garmin-Slipstream | + 15"       |
| 3  | Haimar Zubeldia            | Astana            | + 22"       |
| 4  | Mikel Astarloza            | Euskaltel-Euskadi | + 34"       |
| 5  | José Ángel Gómez Marchante | Cervélo TestTeam  | + 38"       |
| 6  | Jakob Fuglsang             | Team Saxo Bank    | + 45"       |
| 7  | Aleksandr Djatjenko        | Astana            | + 49"       |
| 8  | Xavier Tondo               | Andalucia-Cajasur | + 56"       |
| 9  | Samuel Sánchez             | Euskaltel-Euskadi | + 1' 42"    |
| 10 | David De La Fuente         | Fuji-Servetto     | + 1' 52"    |

### Bjergkonkurrencen
|   | Rytter            | Hold               | Point |
| - | ----------------- | ------------------ | ----- |
| 1 | Julian Sanchez    | Contentpolis-AMPO  | 49    |
| 2 | Xavier Tondo      | Andalucia-Cajasur  | 48    |
| 3 | José Luis Arrieta | AG2R - La Mondiale | 42    |

### Pointkonkurrencen
|   | Rytter          | Hold               | Point |
| - | --------------- | ------------------ | ----- |
| 1 | Samuel Dumoulin | Cofidis            | 18    |
| 2 | Javier Ramírez  | Andalucia-Cajasur  | 6     |
| 3 | Cyril Dessel    | AG2R - La Mondiale | 3     |

## Eksterne links
- Officiel hjemmeside